# Krasna (gromada)
Krasna – dawna gromada, czyli najmniejsza jednostka podziału terytorialnego Polskiej Rzeczypospolitej Ludowej w latach 1954–1972.
Gromady, z gromadzkimi radami narodowymi (GRN) jako organami władzy najniższego stopnia na wsi, funkcjonowały od reformy reorganizującej administrację wiejską przeprowadzonej jesienią 1954 do momentu ich zniesienia z dniem 1 stycznia 1973, tym samym wypierając organizację gminną w latach 1954–1972.
Gromadę Krasna z siedzibą GRN w Krasnej utworzono – jako jedną z 8759 gromad na obszarze Polski – w powiecie koneckim w woj. kieleckim, na mocy uchwały nr 13d/54 WRN w Kielcach z dnia 29 września 1954. W skład jednostki weszły obszary dotychczasowych gromad Gustawów i Luta ze zniesionej gminy Duraczów w tymże powiecie oraz obszary dotychczasowych gromad Komorów i Krasna ze zniesionej gminy Mniów w powiecie kieleckim. Dla gromady ustalono 20 członków gromadzkiej rady narodowej.
31 grudnia 1959 do gromady Krasna przyłączono wieś Bień ze zniesionej gromady Serbinów w powiecie kieleckim.
1 stycznia 1969 do gromady Krasna przyłączono wsie Gosań i Włochów ze znoszonej gromady Hucisko w tymże powiecie.
Gromada przetrwała do końca 1972 roku, czyli do kolejnej reformy gminnej.